# Termit Massif
Termit Massif (Termit-Bjergene eller bare Termit) er et biologisk vigtigt naturområde i det sydøstlige Niger. Området er præget af sandklitter. Det ligger syd for klitterne i Tenere-ørkenen og Erg of Bilma, de nordlige områder i Termit kaldes Gossololom som består af sorte vulkanfremspring som rager frem i det omkringliggende. Det sydlige af Termit er en øst-vestlig række af kraftigt eroderet sandsten. Dets bakker i sydvest kaldes Koutous hills.